# Мирослав Лајчак
Мирослав Лајчак (слч. Miroslav Lajčák; Попрад, 20. март 1963) словачки је политичар и дипломата. Између 2020. и 2025. обављао је функцију специјалног представника ЕУ за дијалог Београда и Приштине и друга регионална питања Западног Балкана.

## Биографија
Дипломирао је право на Универзитету Коменског у Братислави. Бавио се међународним односима на Државном институту за међународно право у Москви. Студирао је и у европском центру Џорџ Маршал за студије безбедности у Гармиш Партенкирхену у Немачкој.
Лајчак течно говори енглески, немачки, руски, бугарски, као и српски/хрватски/бошњачки језик.

## Политичка каријера
Сарадник је чехословачког министарства иностраних послова од 1988. Између 1991. и 1993. Лајчак је постављен за чехословачког односно словачког амбасадора. Био је словачки амбасадор у Јапану између 1994. и 1998. Између 1993. и 1994. био је шеф кабинета министра спољњих послова Јозефа Моравчика. Био је Моравчиков шеф кабинета када је овај постао и премијер Словачке.
Од 1999. до 2001. био је асистент Едуарда Кукана, специјалног изасланика генералног секретара УН за Балкан. Између 2001. и 2005., Лајчак је био амбасадор у СР Југославији, Албанији и Бившој Југословенској Републици Македонији. 2006. године именован је изаслаником Европске уније за спровођење референдума о независности Црне Горе.
Од 30. јуна 2007. је на дужности Високог представника Уједињених нација за Босну и Херцеговину, гдје је замијенио Кристијана Шварц-Шилинга. 16. децембра 2007. добио је назив „Особа године“ у избору дневника „Независне новине“, а две недјеље касније, 28. децембра, исту титулу добио је у избору „Дневног аваза“.
26. јануара 2009. Лајчак је постао министар спољних послова Словачке. На тој позицији је остао до 9. јула 2010. године. У децембру исте године, Европска служба спољних послова именовала га је за директора за Русију, исток и Западни Балкан.
Од 4. априла 2012 у Влади Роберта Фица, заузима функције заменика премијера и министра иностраних послова Словачке Републике.
Од 12. септембра 2017. године, Мирослав Лајчак је председник Генералне скупштине Организације уједињених нација.